# Wina Hubers van Assenraad
Wina Hubers van Assenraad es una deportista neerlandesa que compitió en taekwondo. Ganó dos medallas de plata en el Campeonato Europeo de Taekwondo en los años 1982 y 1984.

## Palmarés internacional
| Campeonato Europeo | Campeonato Europeo | Campeonato Europeo | Campeonato Europeo |
| Año                | Lugar              | Medalla            | Categoría          |
| ------------------ | ------------------ | ------------------ | ------------------ |
| 1982               | Roma (Italia)      | Medalla de plata   | –62 kg             |
| 1984               | Stuttgart (RFA)    | Medalla de plata   | –56 kg             |